# Folkomröstningen i Färöarna 1907
1907 beslutade Färöarnas lagting att genomförande en rådgivande folkomröstning om alkoholförbud. 
Omröstningen hölls den 6 november samma år och var det första valet där färöiska kvinnor kunde delta.
Väljarna fick besvara fyra frågor om handel och utskänkning av alkohol. I samtliga fall röstade en överväldigande majoritet för förbudslinjen.

Från 1908 var därför all försäljning av drycker med en alkoholhalt över 2 % i princip förbjuden på öarna.
1949 modifierades förbudet något när ett kvoteringssystem infördes och viss privat införsel tilläts.
1992 upphävde lagtinget förbudet och inrättade alkoholmonopolet Rúsdrekkasøla Landsins.

## Valresultat
| Fråga                   | För     | För  | Mot     | Mot   | Totat | Röstberättigade |
| Fråga                   | Stemmer | %    | Stemmer | %     | Totat | Röstberättigade |
| ----------------------- | ------- | ---- | ------- | ----- | ----- | --------------- |
| Handel med sprit        | 130     | 3,62 | 3 458   | 96,38 | 3 588 | 7 374           |
| Servering av spit       | 104     | 2,93 | 3 443   | 97,07 | 3 547 | 7 374           |
| Handel med öl och vin   | 108     | 3,04 | 3 447   | 96,96 | 3 555 | 7 374           |
| Servering av öl och vin | 110     | 3,11 | 3 431   | 96,89 | 3 541 | 7 374           |